# Медведково (Волоколамский район)
Медведково — деревня в Волоколамском районе Московской области России.
Относится к сельскому поселению Чисменское, до муниципальной реформы 2006 года относилась к Чисменскому сельскому округу. Население — 1 чел. (2010).

## Расположение
Деревня Медведково расположена примерно в 17 км к северо-востоку от центра города Волоколамска, на правом берегу реки Большой Сестры (бассейн Иваньковского водохранилища). В деревне три улицы — Золотистая, Молодёжная и Романовка, зарегистрировано одно садовое товарищество.
Ближайшие населённые пункты — деревни Любятино и Татищево. Связана автобусным сообщением с райцентром.

## Исторические сведения
В «Списке населённых мест» 1862 года Медведково — казённая деревня 1-го стана Клинского уезда Московской губернии по левую сторону Волоколамского тракта, в 45 верстах от уездного города, при колодцах, с 21 двором и 160 жителями (75 мужчин, 85 женщин).
По данным на 1890 год входила в состав Калеевской волости Клинского уезда, число душ составляло 202 человека.
В 1913 году — 35 дворов.
В 1917 году Калеевская волость была передана в Волоколамский уезд.
По материалам Всесоюзной переписи населения 1926 года — центр Медведковского сельсовета Калеевской волости Волоколамского уезда, проживал 271 житель (119 мужчин, 152 женщины), насчитывалось 51 крестьянское хозяйство.
С 1929 года — населённый пункт в составе Волоколамского района Московской области.

## Население
| 1852 | 1859 | 1890 | 1926 | 2002 | 2006 | 2010 |
| ---- | ---- | ---- | ---- | ---- | ---- | ---- |
| 164  | ↘160 | ↗202 | ↗271 | ↘0   | →0   | ↗1   |